# Plompe knuppelslak
De plompe knuppelslak (Eubranchus exiguus) is een slakkensoort uit de familie van de knuppelslakken (Eubranchidae). De wetenschappelijke naam van de soort werd in 1848 voor het eerst geldig gepubliceerd door Alder & Hancock.

## Beschrijving
De plompe knuppelslak is een zeenaaktslak, die als ze volwassenen zijn tot 7 mm lang kunnen worden (zelden iets groter tot 18 mm). Het lichaam is grijsachtig transparant en gespikkeld met bruine of groene pigmentvlekken. De cerata zijn klein in aantal en hebben de vorm van een urn; dit kenmerk onderscheidt het van andere nauw verwante soorten. De rinofore en orale tentakels hebben een witte wit pigment met daaronder 1-2 ringen van bruin pigment. Op de rug zijn in het midden maximaal 14 gezwollen, soms wat ingesnoerde papillen aanwezig, deels in paren, deels afzonderlijk geplaatst.

## Verspreiding
Het verspreidingsgebied van de plompe knuppelslak, die zowel in zout als brak water kan voorkomen, loopt van de Witte Zee en Groenland tot in de Middellandse Zee. Wordt ook gevonden langs de noordoostkust van Noord-Amerika (Massachusetts, Connecticut). Deze permanent in Nederland aanwezige soort wordt jaarlijks aangetroffen langs de kust van het Waddengebied tot de Zeeuwse Delta, zoals het Grevelingenmeer en de Oosterschelde. Het voedsel bestaat uit hydroïdpoliepen, waaronder de lange zeedraad (Obelia longissima) en geknoopte zeedraad (O. geniculata).